# (6864) Starkenburg
(6864) Starkenburg ist ein Asteroid des inneren Hauptgürtels, der am 12. September 1991 von den deutschen Astronomen Freimut Börngen und Lutz D. Schmadel an der Thüringer Landessternwarte Tautenburg (IAU-Code 033) Tautenburger Wald in Thüringen entdeckt wurde.
Benannt wurde der Asteroid nach der Höhenburg Starkenburg auf dem Schlossberg oberhalb von Heppenheim an der Bergstraße, der Namensgeberin der ehemaligen südhessischen Provinz Starkenburg. Die Starkenburg-Sternwarte liegt am Fuß der Burg.